# Těla z Borremose

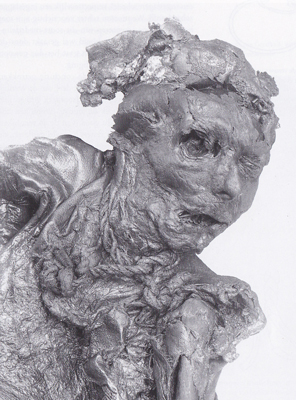
Muž z Borremose nebo také Borremose I

Těla z Borremose jsou tři těla nalezená v rašeliništi v Borremose v dánském Himmerlandu, která patří k tzv. mumiím z bažin. Jedná se o těla muže a dvou žen, která byla objevena v letech 1946 až 1948 a datována do severské doby bronzové. V roce 1891 byl v nedaleké bažině nalezen kotlík z Gundestrupu.

## Muž z Borremose
Muž z Borremose, známý také jako Borremose I, byl objeven v roce 1946 během těžby rašeliny v nejjižnější části rašeliniště Borremose. Tělo bylo nejdříve považováno za oběť vraždy. Leželo půl metru pod vrstvou březových klacíků. Muž byl nahý a vedle ležely dva kabáty z ovčí kůže a vlněná čepice.
Podle forenzní analýzy muž za života měřil 155 cm a radiokarbonová metoda jej umístila do období okolo roku 700 př. n. l. Kolem krku měl 36 cm dlouhý provaz s klouzavým uzlem, který by mohl naznačovat smrt uškrcením. Prohlídka těla navíc odhalila ránu v zadní části lebky a zlomeninu pravé stehenní kosti.

## Borremose II

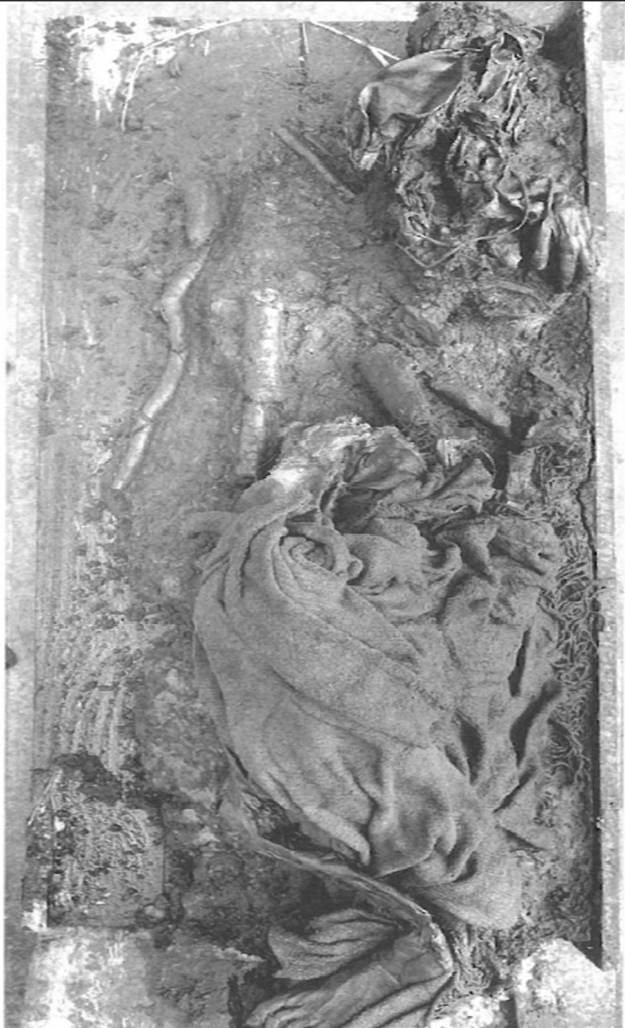
Borremose II

V roce 1947 bylo v Borremose objeveno další tělo, které se nacházelo asi kilometr od předchozího nálezu. Tělo patřilo ženě, i když kvůli značnému stupni rozkladu bylo těžké to tvrdit s jistotou. V bažině leželo obličejem dolů. V bezprostřední blízkosti byly březové větvě a přímo na těle tři 10 cm dlouhé březové kolíky. Na její lebce byla fraktura, kterou byl vidět její mozek.
Horní část těla byla nahá, zatímco spodní byla zakryta pláštěm ze čtyřvrstvé keprové látky a šálem s třásněmi. Tento oděv se nyní nachází v Národním muzeu v Kodani. Není jisté, zda bylo tělo pohřbeno oblečené, neboť případný oděv z rostlinného materiálu, jako například lněná vlákna, by se v rašelině nemusel dochovat. Kolem krku měla koženou šňůrku s jantarovým korálkem a bronzovou destičkou. Lebka byla rozdrcena a pravá noha zlomena pod kolenem. Poblíž nálezu ležely kosti kojence a keramická nádoba. Kvůli špatnému stavu zachování byla další analýza těla ztížena. Podle radiokarbonové metody datování pocházely ostatky okolo roku 400 př. n. l.

## Žena z Borremose

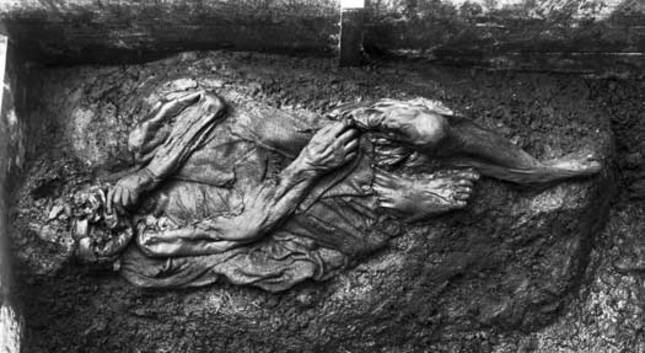
Žena z Borremose přibližně v době jejího nalezení

Tělo další ženy, známé jako žena z Borremose nebo Borremose III, bylo nalezeno roku 1948 přibližně 400 m jižně od těla muže. V době smrti bylo ženě přibližně 20 až 35 let. V bažině ležela obličejem dolů a tělo bylo zabaleno do vlněného oděvu. Skalp a vlasy na jedné straně hlavy byly odděleny, ale podle vědců k tomu došlo pravděpodobně lopatami kopáčů rašeliny, nešlo o příčinu její smrti. Lebka a obličej byly rozdrceny a špatně dochovaná oblast krku znemožnila zjistit stopy strangulace. Opětovná prohlídka ostatků ukázala, že k poškození lebky došlo po smrti a bylo způsobeno demineralizací kostí a tlakem okolní rašeliny. Podle radiokarbonového datování spadá nález do období okolo roku 770 př. n. l.
V roce 1984 provedli forenzní analýzu těla Andersen, Geert Inger a Elisabeth Munksgaard z Přírodopisného muzea v Kodani. Jejich prohlídka ostatků potvrdila, že k poškození pokožky hlavy nedošlo před smrtí. Nebyli však schopni učinit žádný závěr ohledně příčiny její smrti.